# 신시내티 벵골스

신시내티 벵갈스(영어: Cincinnati Bengals)는 미국 오하이오주 신시내티에 본거지를 둔 NFL팀이다. AFC 북부지구에 소속되어 있다. 팀명은 인도 동부에 사는 용맹한 벵갈호랑이를 뜻한다.